# 벤 E. 킹
벤저민 얼 킹(영어: Benjamin Earl King, 1938년 9월 28일 ~ 2015년 4월 30일)은 벤 E. 킹(영어: Ben E. King)이라는 이름으로 잘 알려진 미국의 가수이다. 대표곡으로 Stand by Me가 있다.